# Nibbiano
Nibbiano (emilián nyelven Nibiàn) település Olaszországban, Emilia-Romagna régióban, Piacenza megyében. Lakosainak száma 2120 fő (2018. január 1.). Nibbiano Caminata, Canevino, Pecorara, Pianello Val Tidone, Ruino, Volpara, Zavattarello, Borgonovo Val Tidone, Golferenzo, Santa Maria della Versa és Ziano Piacentino községekkel határos.

## Népesség
A település lakossága az elmúlt években az alábbi módon változott:

| 2017 | 2 184 |
| 2018 | 2 120 |